# Legendary Tales
Legendary Tales는 1997년 10월 27일 발매된 이탈리아 메탈 밴드 랩소디 오브 파이어의 첫 번째 정규 앨범이다. 앨범은 리더인 루카 투릴리가 쓴 서사 '엘가로드 연대기 - 에메랄드 검 사가'의 첫 장을 열고 있다.

## Track List(곡 목록)
- 모든 곡들은 루카 투릴리와 알렉스 스타로폴리에 의해 쓰여졌다.
- 모든 가사와 엘가로드 연대기는 루카 투릴리의 작품이다.
- 모든 클래식 도입부는 루카 투릴리와 알렉스 스타로폴리에 의해 쓰여졌다.

- 01. "Ira Tenax" - 1:13
- 02. "Warrior of Ice" - 5:58
- 03. "Rage of the Winter" - 6:12
- 04. "Forest of Unicorns" - 3:23
- 05. "Flames of Revenge" - 5:35
- 06. "Virgin Skies" - 1:20
- 07. "Land of Immortals" - 4:54
- 08. "Echoes of Tragedy" - 3:33
- 09. "Lord of the Thunder" - 5:34
- 10. "Legendary Tales" - 7:50

Total 45:32

#### 참여한 사람들
밴드 멤버
- 루카 투릴리(Luca Turilli) - 기타
- 알렉스 스타로폴리(Alex Staropoli) - 키보드
- 파비오 리오네(Fabio Lione) - 보컬
- 다니엘르 카르보네라(Daniele Carbonera) - 드럼

게스트
- 로버트 허네크(Robert Hunecke) - 베이스
- 마뉴엘 스타로폴리(Manuel Staropoli) - 바로크 리코더
- Thomas Rettke, Cinzia Rizzo - 보조 보컬
- Thomas Rettke, Robert Hunecke, Miro, Wofgang Herbst, Rick Rizzo, Fabio Lione, Luca Turilli, Alex * Staropoli, Cinzia Rizzo, Tatiana Bloch - 콰이어
- 안네 시니더(Anne Schnyder) - 리드 바이올린
- Anne Schnyder & Helia Davis - 바이올린
- Oliver Kopf - 비올라
- Paul F. Boehnke - 첼로
- Andre Neygenfind - 콘트라베이스

##### 기획
- 샤샤 패스(Sascha Paeth)와 미로(Miro) 기획
- 샤샤 패스와 미로에 의해 독일 볼프스버그에서 믹싱 작업
- 에릭 필립(Eric Philippe) 커버 아트와 로고 디자인
- 사진 작업: Karsten Koch, Hannover